# Stuhlzwang
Der Stuhlzwang oder Tenesmus (Tenesmus ani oder alvi; Mehrzahl im Deutschen: Tenesmen) ist das schmerzhafte Drängen zum Stuhlgang, wobei aber nur geringe oder sogar gar keine Kotmassen entleert werden. Der Stuhlzwang hört mit erfolgtem Stuhl auf oder dauert dennoch eine Weile fort. Er kann ein äußerst quälendes Symptom darstellen und sollte ärztlich abgeklärt werden.

## Ursache
Der Stuhlzwang beruht auf krampfhafter Zusammenziehung der Muskulatur des Dickdarms und des Afterschließmuskels und ist konstantes Symptom der Dickdarmentzündungen bei Katarrhen, namentlich des Mastdarms, bei Reizungen durch Würmer und vornehmlich bei Ruhr, Typhus etc. Außerdem kann er bei chronisch-entzündlichen Darmerkrankungen wie der Colitis ulcerosa auftreten. Eine weitere klärungsbedürftige Ursache stellt das Rektumkarzinom dar.

## Weitere Tenesmus-Formen
- Tenesmus vesicae (Blasendauerschmerz)